# Conrad Logan
Conrad Logan, född 18 april 1986 i Ramelton, är en irländsk fotbollsmålvakt. Han spelar sedan april 2016 i den skotska klubben Hibernian.